# Tânia Maria
Tânia Maria (São Luís, 9 de maio de 1948) é uma artista brasileira, cantora, compositora, líder de banda e pianista, conhecida por interpretar músicas predominantemente em português e inglês. A sua música combina estilos brasileiros com influências vocais, abrangendo jazz, samba, bossa nova, pop e jazz fusion.

## Biografia
Nascida em uma família de músicos amadores, em São Luís, Maranhão, Tânia Maria começou a estudar piano com aos sete anos, e, com apenas 13 anos, já havia ganho o primeiro prêmio em um concurso de música local como líder de um grupo que seu pai tinha começado. Três anos depois, casou-se e começou a estudar Direito, mas ela abandonou os estudos para gravar seu álbum Olha quem Chega, lançado pela Warner, que mostra seu estilo característico, uma combinação dos ritmos brasileiros com as harmonias do jazz, que a pianista desenvolvera posteriormente. Mas o seu primeiro álbum foi lançado (no Brasil) em 1969 pela Continental, intitulado Apresentamos.
Em meados da década de 1970, Tânia Maria deixou o Brasil para estabelecer-se em Paris, França, onde, depois de gravar vários álbuns de sucessos, assinou contrato com a gravadora Concord Records e em 1980 lançou Piquant, pelo qual ganhou o prêmio "Golden Leonard Feather Award". Desde então já gravou mais de 25 álbuns e turnês praticamente todos os principais festivais de jazz do mundo.
Em 1985, a cantora recebeu uma indicação ao Grammy na categoria "Melhor performance vocal feminina". Tânia Maria morava em Nova Iorque, Estados Unidos e atualmente vive em Paris, na França, com sua família.
Considerada um dos grandes talentos da cena contemporânea, o estilo musical e a voz da Tânia Maria são inconfundíveis: seu piano mostra uma percussão caráter e agitada com o qual ela delineia suas melodias características com uma técnica incrível; da mesma forma, Tânia usa sua voz para executar complicada improvisações de scat, técnica que é um dos expoentes, em uníssono com o piano.
A música de Tânia Maria reflete suas variadas influências, que vão desde melodias pop, às harmonias complexas de jazz, ritmos do funk, soul e samba. Suas principais influências são Oscar Peterson, Bill Evans, Luiz Eça, Sarah Vaughan, Tom Jobim e Milton Nascimento.

## Discografia

### Álbuns
| Ano  | Título                                                                    | Gênero                     | Gravadora         |
| ---- | ------------------------------------------------------------------------- | -------------------------- | ----------------- |
| 1966 | Apresentamos                                                              | Jazz brasileiro            | Continental       |
| 1971 | Olha Quem Chega                                                           | Jazz brasileiro            | Odeon             |
| 1975 | Via Brasil                                                                | Jazz brasileiro            | Sunny Side        |
| 1975 | Via Brasil, Vol. 2                                                        | Jazz brasileiro            | Sunny Side        |
| 1978 | Brazil with My Soul                                                       | Jazz brasileiro            | Barclay           |
| 1979 | Live                                                                      | Jazz brasileiro            | Accord            |
| 1979 | Tania Maria in Copenhagen (com Niels-Henning Ørsted Pedersen)             | Jazz brasileiro            | Accord            |
| 1980 | Piquant                                                                   | Jazz brasileiro            | Concord Records   |
| 1981 | Taurus                                                                    | Jazz brasileiro            | Concord Records   |
| 1983 | Come with Me                                                              | Jazz brasileiro            | Concord Records   |
| 1984 | Love Explosion                                                            | Jazz brasileiro            | Concord Records   |
| 1985 | Made in New York                                                          | Jazz brasileiro, Funk/Soul | Manhattan Records |
| 1985 | The Real Tania Maria: Wild!                                               | Jazz brasileiro            | Concord Records   |
| 1986 | Lady from Brazil                                                          | Jazz brasileiro            | Manhattan Records |
| 1988 | Forbidden Colors                                                          | Jazz brasileiro            | Capitol Records   |
| 1990 | Bela Vista                                                                | Jazz brasileiro            | Blue Note         |
| 1993 | Outrageous                                                                | Jazz brasileiro            | Concord Records   |
| 1993 | The Best of Tania Maria                                                   | Jazz brasileiro            | Blue Note         |
| 1995 | No Comment                                                                | Jazz brasileiro            | TKM               |
| 1996 | Bluesilian                                                                | Jazz brasileiro            | TKM               |
| 1997 | Europe                                                                    | Jazz brasileiro            | New Note          |
| 2000 | Viva Brazil                                                               | Jazz brasileiro            | Concord Records   |
| 2002 | Happiness                                                                 | Jazz brasileiro            | Recall Records UK |
| 2002 | Tania Maria Live at the Blue Note                                         | Jazz brasileiro            | Concord Records   |
| 2003 | Outrageously Wild                                                         | Jazz brasileiro            | Concord Records   |
| 2004 | Olha Quem Chega (reedição)                                                | Jazz brasileiro            | Import            |
| 2005 | Intimidade                                                                | Jazz brasileiro            | Blue Note         |
| 2005 | Tania Maria in Copenhagen (with Niels-Henning Ørsted Pedersen) (reedição) | Jazz brasileiro            | Stunt             |
| 2005 | Brazil with My Soul (reedição)                                            | Jazz brasileiro            | Universal         |
| 2007 | It's Only Love (Live) (com Frankfurt Radio Bigband)                       | Jazz brasileiro            | BHM Productions   |
| 2011 | Tempo (com Eddie Gómez)                                                   | Jazz brasileiro            | Naïve Records     |
| 2012 | Canto                                                                     | Jazz brasileiro            | Naïve Records     |